# M'zab
M’zab (Zentralatlas-Tamazight ⴰⵖⵍⴰⵏ Aɣlan, arabisch مزاب) ist eine Oasen-Region in der Provinz Ghardaia in Zentral-Algerien, die vor allem von den Mozabiten bewohnt wird. Diese Nachkommen der Charidschiten praktizieren eine strenge Form des Islam, bei der die Frauen vom öffentlichen Leben nahezu ausgeschlossen sind. 1982 wurde ein Teil dieses Gebietes unter der Bezeichnung Tal von M’zab von der UNESCO als Weltkulturerbe in das UNESCO-Welterbe aufgenommen.

## Geschichte
Die Region ist seit dem Neolithikum besiedelt. Seit dem 9. Jahrhundert wurde der wenig bevölkerte M’zab zur Zufluchtsstätte von Charidschiten.
Spuren sehr früher Besiedlung wurden gefunden, die heute vorhandenen Stätten stammen jedoch vom Anfang des 11. Jahrhunderts. Die Erbauer waren Ibaditen, Angehörige einer damals im Maghreb vorherrschenden Richtung des Islam. Nachdem ihre Hauptstadt in Tahert im Jahr 909 niedergebrannt worden war, zogen sie nach Sedrata und schließlich nach M'zab. Der bis dahin nur sporadisch durch Nomaden bewohnte Landstrich wurde wegen der guten Verteidigungsmöglichkeiten und auch in einer selbst gewählten Isolation zur Bewahrung der eigenen Identität gewählt.
Fünf zitadellenartige, befestigte Dörfer oder Ksur wurden gegründet: El Atteuf, Bou Noura, Beni Isguen, Melika und der heutige Hauptort Ghardaia. Jede ist mit einer Festungsmauer umgeben und wird von der Moschee beherrscht, deren Minarette als Wachturm dienen. Die Moschee diente auch als Arsenal und Kornspeicher und als eigenständige Befestigungsanlage in der Festung, ähnlich dem Bergfried im europäischen Mittelalter. Die Häuser sind in mehreren Kreisen konzentrisch um die Moschee gebaut und bestehen jeweils aus einem Raum einheitlicher Größe. Außerhalb der Mauern liegt der Friedhof, ebenfalls mit einfachen, einheitlichen Gräbern, nur die Heiligengräber und kleine Moscheen sind aufwendiger gestaltet.
Im 18. Jahrhundert war der M’zab ein wichtiges Handelszentrum im Transsahara-Handel. 1853 schlossen die sieben Oasen einen Vertrag mit Frankreich, der ihnen Autonomie zusicherte. Dennoch wurde der M’zab später von Frankreich annektiert.
Im Sommer zogen die Bewohner in Palmhaine, wo ebenfalls befestigte Häuser und Wachtürme um eine Moschee ohne Turm gruppiert waren. Diese Lebensweise wurde kontinuierlich bis ins 20. Jahrhundert fortgeführt.

### Jüdische Gemeinde
Im M’zab gab es früher eine große jüdische Gemeinde. Ihre Herkunft ist nicht dokumentiert, die Juden selbst führten eine Emigration aus Mesopotamien oder dem Heiligen Land an. Ersteres bezieht sich auf das Babylonische Exil (6. Jahrhundert vor Christus), letzteres auf die Vertreibung durch die Römer, 70 nach Christus.  Beides ist unwahrscheinlich, viel wahrscheinlicher ist, dass die Juden zusammen mit den Arabern im 15. Jahrhundert aus Spanien im Zuge der Reconquista eingewandert sind. Dafür spricht auch, dass manche Namen spanischen Ursprungs sind, z. B. Partouche vom spanischen Sasportas. Die Juden im M’zab gingen meist handwerklichen Berufen nach, vor allem als Gold- und Silberschmiede und als Schuster. Sie fertigten Schmuck für ihre arabischen Mitbewohner. Das Handwerk und die Werkstätten vererbten sich vom Vater auf die Söhne. Die Edelmetalle beschafften sie sich von der französischen Verwaltung im Norden, dazu war eine mehrtägige Reise notwendig. Sie arbeitete nach alten Mustern, nur langsam wurden neuere Technik übernommen, so der Ersatz des Kerosinbrenners durch den Gasbrenner oder die Arbeit auf dem Boden durch Arbeit an Werktischen. Da der Verdienst gering war, mussten die Frauen ihn durch Schneiderarbeiten aufbessern.

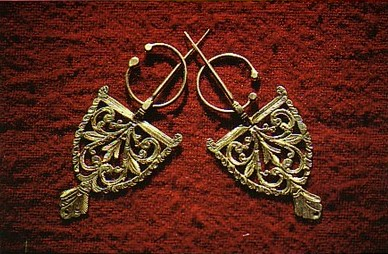
Schmuck aus dem M’zab

Über die Zahl der Juden im M’zab weiß man wenig, man schätzt, dass sie sich vom Ende des 19. Jahrhunderts bis 1930 verdoppelt hat, von diesem Zeitpunkt wuchs ihre Zahl durch eine hohe Kinderzahl weiter an, viele verließen aber auch die Region am Rande der Sahara, um in die großen Städte im Norden zu ziehen, sodass die Bevölkerung ungefähr gleich blieb. Das französische Militär hat verschiedene regionale Zählungen durchgeführt, aber unsystematisch und schwer nachvollziehbar, auch zum Teil wegen des nomadischen Charakters der Bevölkerung. Im Zuge des Unabhängigkeitskrieges von 1957 bis 1962 hat sich der Status der Juden geändert, 1962 wurden ihnen alle die französische Staatsangehörigkeit verliehen. Eigentlich sollte zu diesem Zeitpunkt alle Menschen in Algerien französischer Herkunft ins Mutterland repatriiert werden, die Juden fielen eigentlich nicht darunter. Wegen der zunehmenden Spannungen mit der islamischen Bevölkerungsmehrheit erhielten die Juden die Gelegenheit, nach Frankreich auszureisen, was auch die meisten von ihnen wahrnahmen. Zehn Flüge vom Flughafen Noumerat bei Ghardaia wurden durchgeführt, mit etwa 900 Personen. Genaue Zahlen sind wegen des chaotischen Ablaufs nicht bekannt. In Frankreich wurden viele von ihnen auf Orte verteilt, in denen schon eine jüdische Gemeinde existierte, z. B. Lunéville in Lothringen.

## Geografie
M’zab liegt etwa 600 km südlich von Algier in der Sahara. Der M’zab ist ein felsiges Plateau mit einer Fläche von 72 km² auf einer Höhe zwischen 300 und 800 Metern. Ein Wadi (Wadi M’zab  oder Oued M’zab  genannt) durchquert das Plateau von Nordwest nach Südost.
Der M'zab umfasst folgende sieben Oasen:
- Ghardaia
- Mélika
- Beni Isguen
- Bou Noura
- El Atteuf
- Guerrara
- Berriane

## Weltkulturerbe
Das Tal von M’zab wurde 1982 aufgrund eines Beschlusses der 6. Sitzung des Welterbekomitees in die Liste des UNESCO-Welterbes eingetragen. In der Begründung für die Eintragung heißt es unter anderem:

„Im Tal von M’zab ist ein traditioneller menschlicher Lebensraum, der im 10. Jahrhundert von den Ibaditen um ihre fünf Ksur herum geschaffen wurde, erhalten geblieben. Einfach, funktional und perfekt an die Umwelt angepasst war die Architektur von M’Zab für das Gemeinschaftsleben konzipiert und respektierte die Struktur der Familie. Sie ist eine Inspirationsquelle für heutige Stadtplaner.“

Die Eintragung erfolgte aufgrund der Kriterien (ii), (iii) und (iv).

„(ii): Die anthropischen Ensembles des Tals von M’zab geben mit ihrer außerordentlich ursprünglichen Architektur aus dem Anfang des 11. Jahrhunderts und mit ihrer Rigorosität und Organisation Zeugnis für ein herausragendes und originales Modell der Bewohnung menschlicher Siedlungen des Kulturbereichs der Zentralsahara. Diese Modellsiedlung hat seit fast einem Jahrtausend einen bedeutenden Einfluss auf die arabische Architektur und die Stadtplanung ausgeübt und auch auf Architekten und Stadtplaner des 20. Jahrhunderts von Le Corbusier zu Fernand Pouillon und André Raverau.“

„(iii): Die drei Elemente, die die städtischen Ensembles und Siedlungen des Tals von M’zab bilden: Ksur, Friedhof und Palmenhain mit seiner Sommerzitadelle, sind ein außergewöhnliches Zeugnis der Ibaditen-Kultur auf ihrem Höhepunkt und des von der mozabitischen Gesellschaft sorgfältig angewandten egalitären Prinzips.“

„(iv): Die Elemente, die das Tal von M’zab bilden, sind ein hervorragendes Beispiel für eine traditionelle menschliche Siedlung, die repräsentativ für die Ibaditen-Kultur ist, die durch das geniale System zum Auffangen und Verteilen von Wasser und das Anlegen von Palmenhainen die extrem effiziente menschliche Interaktion mit einer Halbwüstenumgebung aufzeigt.“

Das Welterbe hat einen Schutzbereich von insgesamt 665 ha. Sie ist aus 27 einzelnen Arealen zusammengesetzt.
| Ref.-Nr. | Bezeichnung                                                            | Koordinaten                     | Fläche    | Anmerkungen        | Bild |
| -------- | ---------------------------------------------------------------------- | ------------------------------- | --------- | ------------------ | ---- |
| 188-001  | Ksar El Atteuf                                                         | 32° 28′ 31″ N, 3° 44′ 44″ O     | 7,72 ha   |                    |      |
| 188-002  | Ksar Bou Noura                                                         | 32° 28′ 58″ N, 3° 42′ 16″ O     | 4,79 ha   |                    |      |
| 188-003  | Ksar Melika                                                            | 32° 28′ 59″ N, 3° 41′ 11″ O     | 6,64 ha   |                    |      |
| 188-004  | Ksar Beni Isguen                                                       | 32° 28′ 27″ N, 3° 41′ 45″ O     | 14,52 ha  |                    |      |
| 188-005  | Ksar Ghardaia                                                          | 32° 29′ 21″ N, 3° 40′ 28″ O     | 22,84 ha  | Hauptort von M’zab |      |
| 188-006  | Palmenhain von El Atteuf mit Aouel-Aouel-Moschee und Aghern Baba Hanni | Koordinaten fehlen! Hilf mit.   | 122,36 ha |                    |      |
| 188-007  | Palmenhain von Ghardaia                                                | Koordinaten fehlen! Hilf mit.   | 281,45 ha |                    |      |
| 188-008  | Palmenhain von Bou Noura                                               | Koordinaten fehlen! Hilf mit.   | 21,46 ha  |                    |      |
| 188-009  | Palmenhain von Beni Isguen                                             | 32° 28′ 10″ N, 3° 41′ 28″ O     | 180,61 ha |                    |      |
| 188-010  | Agherm N'tlasdit                                                       | Koordinaten fehlen! Hilf mit.   | 0,11 ha   |                    |      |
| 188-011  | Agherm Baba Saad                                                       | 32° 29′ 13″ N, 3° 39′ 39″ O     | 1,95 ha   |                    |      |
| 188-012  | Sidi-Brahim-Moschee                                                    | 32° 28′ 25″ N, 3° 44′ 41″ O     | 0,05 ha   |                    |      |
| 188-013  | Oukhira-Moschee                                                        | 32° 28′ 18″ N, 3° 44′ 6″ O      | 0,09 ha   |                    |      |
| 188-014  | Ba-Abdellah-Moschee                                                    | 32° 28′ 43″ N, 3° 44′ 43″ O     | 0,007 ha  |                    |      |
| 188-015  | Bayoub-Boukacem-Moschee                                                | 32° 28′ 48″ N, 3° 44′ 47″ O     | 0,009 ha  |                    |      |
| 188-016  | Abu-Bakr-Bethalle                                                      | 32° 28′ 48″ N, 3° 41′ 15″ O     | 0,04 ha   |                    |      |
| 188-017  | Aguerm-Ouadaï-Moschee                                                  | 32° 29′ 6″ N, 3° 41′ 12″ O      | 0,04 ha   |                    |      |
| 188-018  | Sidi-Aïssa-Bethalle                                                    | Koordinaten fehlen! Hilf mit.   | 0,1 ha    |                    |      |
| 188-019  | Hadj-Mhamed-Moschee                                                    | Koordinaten fehlen! Hilf mit.   | 0,003 ha  |                    |      |
| 188-020  | Hadj-Messaoud-Moschee                                                  | 32° 28′ 56″ N, 3° 41′ 41″ O     | 0,002 ha  |                    |      |
| 188-021  | Ba-Abderrahmane-Moschee                                                | 32° 28′ 20″ N, 3° 41′ 59″ O     | 0,03 ha   |                    |      |
| 188-022  | Ba-Mhamed-Moschee                                                      | 32° 28′ 23″ N, 3° 41′ 27″ O     | 0,05 ha   |                    |      |
| 188-023  | Cheikh-Baelhadj-Bethalle                                               | 32° 28′ 24,5″ N, 3° 41′ 33,8″ O | 0,07 ha   |                    |      |
| 188-024  | Ami-Said-Moschee                                                       | 32° 29′ 28,1″ N, 3° 40′ 41,7″ O | 0,02 ha   |                    |      |
| 188-025  | Grab von Ami Said                                                      | 32° 29′ 44″ N, 3° 40′ 7,9″ O    | 0,001 ha  |                    |      |
| 188-026  | Baba-Oualdjemma-Moschee                                                | 32° 29′ 20,2″ N, 3° 39′ 37,3″ O | 0,008 ha  |                    |      |
| 188-027  | Baba-Saad-Moschee                                                      | Koordinaten fehlen! Hilf mit.   | 0,06 ha   |                    |      |